# Bénédicte Pételle
Bénédicte Pételle, née Billaudel le 4 juin 1971 à Bourg-en-Bresse (France), est une femme politique française.
Du 26 février 2019 au 20 juin 2022, elle est députée de la deuxième circonscription des Hauts-de-Seine en remplacement d’Adrien Taquet, nommé au gouvernement le 25 janvier 2019.

## Biographie

### Situation personnelle
Mariée à Ludovic Pételle, cadre du conseil national Cerfrance (réseau d'expertise-comptable), elle est catholique engagée et mère de cinq enfants. Sa famille accueille, en liaison avec le Service jésuite des réfugiés, des réfugiés de Syrie et d’Afrique. Son père meurt en mars 2020 après avoir contracté la maladie à coronavirus 2019, information qu'elle rend publique afin d'alerter l'opinion publique sur la dangerosité de la pandémie en cours ; sa mère est également hospitalisée pour la même raison.

### Études et carrière professionnelle
Bénédicte Pételle est diplômée d’une maîtrise d’histoire à Paris-X.
Professeur des écoles, elle enseigne depuis 2017 le français à des élèves non francophones à l’école Paul-Bert de Bois-Colombes, après avoir travaillé pendant 17 ans en maternelle et en élémentaire à Asnières.

### Parcours politique
En février 2016, elle dialogue au sujet des réfugiés avec Nicolas Sarkozy au cours de l’émission Des paroles et des actes.
Lors des élections législatives de 2017, elle est la suppléante d’Adrien Taquet, élu député dans la deuxième circonscription des Hauts-de-Seine. Ce dernier ayant été nommé au gouvernement le 25 janvier 2019, elle le remplace à l’Assemblée nationale à partir du 26 février 2019. Siégeant d’office chez les non-inscrits lors de son entrée au Palais Bourbon, elle rejoint le groupe La République en marche deux jours plus tard.
Elle est, au sein du groupe LREM, l'une des trois animatrices du Groupe d’action politique (GAP), dédié à la laïcité.
Alors que Baï-Audrey Achidi est choisie par Ensemble pour être candidate dans sa circonscription aux élections législatives de 2022, Bénédicte Pételle annonce en mai 2022 sa mise en retrait de la vie politique.